# Дионис, называемый Нарциссом
«Дио́ни́с, называ́емый Нарци́ссом» (итал. Dioniso, cosìddetto Narciso) — бронзовая древнеримская статуэтка, созданная в период между I веком до н. э. и I веком н. э. Её нашли при раскопках Помпей в 1862 году. Статуэтка считается римской копией греческого оригинала IV века до н. э. художника школы Праксителя. Она изображает стоящего в позе контрапоста обнажённого стройного задумчивого юношу-эфеба с венком плюща на голове. Козья шкура перекинута через его левое плечо, на ногах надеты сандалии. Статуэтка, первоначально считавшаяся изваянием мифического красавца Нарцисса, впоследствии стала рассматриваться как изображение бога Диониса. В конце XIX — начале XX века она приобрела большую популярность и многократно копировалась. Среди прочего статуэтка привлекла внимание представителей гомосексуальной субкультуры, а также стала источником вдохновения для двух экфрасисов.

## Описание
Бронзовая статуэтка имеет высоту 63 см (без базы — 58 см), размеры по ширине и глубине — 35 и 26 см. Она изображает стройного молодого юношу, который практически полностью обнажён, за исключением козьей шкуры с копытцами и рожками (небриса), перекинутой через левое плечо, и сандалий на ногах, украшенных узором из цветов. Его лицо спокойно, невинно и выражает удовольствие. В короткие кудрявые волосы на голове вплетён венок из плюща с четырьмя кистями ягод. Юноша стоит, выставив вперёд левую ногу, его основной вес распределён на правую, приподнятую на носок. Левое плечо слегка приподнято, а согнутая и несколько отведённая назад левая рука легко касается верхней части бедра чуть ниже тазового крыла мизинцем согнутой в «козу» кисти. Правая рука также согнута, плечо приведено к боку, предплечье выставлено вперёд, вбок и слегка вверх, на сжатой кисти распрямлены большой и указательный пальцы. Этот жест создаёт впечатление отстранённости юноши, словно он погружён в свои мысли. Голова юноши слегка наклонена вправо и вниз и немного повернута влево. Он как будто о чём-то задумался или к чему-то прислушивается. Туловище имеет заметный S-образный изгиб, фигура запечатлена в «стойке контрапоста»: диагональ плечевого пояса нисходит слева направо, а тазового — справа налево. Мышцы торса и живота слабо рельефны. Юноша представляет собой не мускулистого греческого героя или атлета, а утончённого эфеба. Статуэтка отличается аристократичностью, гибкостью, эротизмом и элегантностью, граничащей с женственностью. Поза юноши подчёркнуто манерна и изящна.
Утраченный подиум скульптуры при реставрации был восстановлен с помощью другого круглого основания, также найденного в Помпеях. Сбоку оно украшено орнаментом пальметты.
| Фотографии статуэтки в Неаполитанском музее |  |  |  |  |  |  |
|                                             |  |  |  |  |  |  |

## История
…ничего нельзя представить себе прелестней этого полубожественного отрока-франтика. Для утончённейшего франтовства своего Нарциссу понадобилось немногое: на кудрявые волосы надет тоненький венчик, на плечи накинута шкура козлёнка, копытца которого, изящные, как ювелирное изделие, свешиваются вниз, ноги обуты в узорные высокие сандалии — вот и всё. Остальное заменяет собою великолепно сложённое молодое тело. Нарцисс выступает с сознательной и кокетливой грацией, в которой, однако, нет и тени вульгарности или зазывающего кокетства: он только знает, что им нельзя не любоваться. Глаза его полуопущены, голова немного склонена к плечу, и один палец красивой руки манерно поднят. (…) павлинья красота Нарцисса в самой слабой степени существует для себя самой, (…) она рассчитана на любующегося, на восхищенных ценителей, вероятно даже на ценителей чувственных. Все это, конечно, не обесценивает помпейского щеголя. В своем роде — он прекрасен.
Статуэтка была создана в период между I веком до нашей эры и I веком нашей эры. Некоторые исследователи склоняются к эпохе Флавиев. Вероятно, она является римской копией греческого оригинала IV века до н. э. некоего скульптора школы Праксителя. Искусствоведы отмечают возможную принадлежность последователям Лисиппа или Поликлета. Статуэтка была найдена в августе 1862 года при раскопках на втором этаже дома VII.xii.17 в Помпеях, впоследствии названного «Домом статуи Нарцисса». Комнату, в которой была обнаружена фигурка, археологи считают обеденной, поскольку там же были найдены предметы сервировки.
Вскоре после обнаружения статуэтку передали в собрание Национального археологического музея в Неаполе. Там она быстро стала пользоваться большой популярностью, прославившись как «жемчужина коллекции». «Нарцисс» был последней итальянской античной статуей, получившей такую широкую известность. Статуэтка часто описывалась в книгах по искусству, путеводителях и туристических очерках. Например, французский искусствовед Ипполит Тэн в своих путевых заметках назвал её «настоящим шедевром». В опубликованных в 1866 году очерках он писал: «…так называемый Нарцисс (…) представляет нагого молодого пастуха, с козлиной шкурой на одном плече. Скажешь, что это — Алкивиад, настолько склоненная голова и улыбка насмешливы и аристократичны. Ноги обуты в кнемиды, и прекрасная грудь, не слишком худая и не слишком полная, округляется, вся ровная вплоть до бедер. Таковы юноши Платона, воспитанные в гимназиях, — этот Хармид, молодой человек лучшей фамилии, за которым его товарищи ходили по следам: так он был красив и походил на бога».
Статуэтка экспонировалась в Национальном археологическом музее Неаполя в залах помпейской бронзы (№ 90—91) примерно до 1980 года. Затем её убрали в запасники. В 2019 году она стала частью выставки, посвященной творчеству Винченцо Джемито. Статуэтка была запечатлена фотографом Луиджи Спиной в его документальном проекте 2022 года о знаменитом «чердачном хранилище». В том же году скульптура была представлена на выставке закрытых фондов Неаполитанского музея «L’altro MANN. Depositi in mostra». Эта экспозиция в дальнейшем стала постоянной.
|                                                          |                                                                   | | | |                                                     |
| Статья о находке. The Illustrated London News 31.12.1864 | Туристическая фотография в «Доме статуи Нарцисса» в Помпеях, 1905 | Фотография второго зала большой бронзы Неаполитанского музея, 1880 г., Джоржо Зоммер, Гейдельбергский университет | Фотография второго зала большой бронзы Неаполитанского музея, 1880-1890 гг., Джакомо Броджи, Штедель | Фотография зала бронзы Неаполитанского музея. Кон. XIX - нач. XX века, Музей Российской академии художеств | Туристический набор фотографий Джакомо Броджи. 1865 |

## Идентификация
Руководивший раскопками директор Национального неаполитанского музея археолог Джузеппе Фиорелли первоначально идентифицировал статуэтку как изображение древнегреческого легендарного красавца Нарцисса. В пользу этой версии он и другие исследователи указывали на выразительную изящность, мягкую красоту тела молодого человека и «почти женственную прелесть лица». Фиорелли считал, что статуэтка может иллюстрировать описанный в античном мифе сюжет о том, как Нарцисс прислушивается к пению нимфы Эхо, либо же юноша изображён любующимся своим отражением в воде, которым он, согласно легенде, был очарован. Эта идентификация статуэтки сохранялась долгое время.
Существовали также версии о том, что скульптура изображает Пана, Адониса, простого эфеба или даже Антиноя.
Позднее археолог Генрих Брунн отождествил юношу с Дионисом. Он указал на наличие у статуэтки классических предметов-атрибутов этого бога (венка из плюща, козьей шкуры и сандалий), а также характерную позу. Учёный считал, что у левой ноги фигуры могла находиться пантера, животное-спутник Диониса. Идентификации как «Прислушивающегося Диониса» придерживался также профессор Август Мау. При этом он отвергал предполагаемое наличие в исходной композиции фигуры кошки. Исследователь Илкка Куивалайнен указывал, что жест правой руки статуэтки соответствует иконографии Диониса, держащего гроздь винограда над пантерой. Он считал эти детали утраченными, проводя параллель с иными аналогичными изображениями в Помпеях. Археолог Юджин Дуайер тоже отождествлял скульптуру с Дионисом, обращая внимание на её сходство с «Отдыхающим Сатиром» Праксителя. Кроме того, поскольку статуэтка была выполнена из дорогой качественной бронзы, не располагалась в публичном месте и не была частью дионисийской группы, Дуайер предположил, что она являлась предметом религиозного почитания. Другие исследователи, указывая на вероятное предназначение комнаты, в которой нашли статуэтку, как столовой, считают, что она скорее имела традиционную для того времени декоративную функцию. При этом учёные отмечают, что культ Диониса в Помпеях играл большое значение, а его скульптуры пользовались большой популярностью у городских жителей. Ряд искусствоведов указывают на близость религиозных культов Диониса и Нарцисса и возможное синкретическое прочтение.

## Культурное влияние
Большая популярность статуэтки, её относительно небольшой размер, а также расцвет явления гран-туров по Италии привели к тому, что в конце XIX — начале XX века её много раз копировали, и дубликаты разошлись по всему миру. Особый интерес представляют скульптуры, отлитые мастерской Джоржо Зоммера, поскольку они сделаны по модели художника Винченцо Джемито, влюбившегося в фигуру и посвятившего её воспроизведению много времени. Он несколько изменил её, стремясь к идеальной форме: сделал другой наклон головы и жест левой руки. Статуэтки изготавливались не только в Италии, но и, например, во Франции у знаменитого литейщика Фердинанда Барбедьенна. Мастерские также выполняли фигуры отличного от оригинала размера (69, 61, 35, 22 см). Эти бронзовые скульптуры в дальнейшем могли тиражироваться в гипсе. Известны также терракотовые реплики. В собрании Национального фонда Великобритании в Уимпол Холле хранится отдельный увеличенный бюст «Нарцисса». В России реплики статуэтки есть, в частности, в виде гипсовой отливки в коллекции слепков Учебного художественного музея имени И. В. Цветаева и в виде бронзовых копий в кабинете Музея-квартиры композитора Николая Голованова в Москве и в собраниях Музея Российской академии художеств в усадьбе Ильи Репина «Пенаты» в Санкт-Петербурге, Томского художественного музея (мастерская «Sabatino de Angelis»), Дальневосточного художественного музея (мастерская «P. Masulli»), Самарского художественного музея (мастерская «Chiurazzi»).
Копия статуэтки украшает зал-триклиний виллы Керилос во французском Больё-сюр-Мер. Это здание было построено и обставлено как имитация древнегреческого строения по заказу археолога Теодора Рейнаха. В доме-музее художника Фредерика Лейтона в Лондоне фигурка Нарцисса стала центром зала, которому дала своё название. Некоторые считают это указанием на гомоэротические наклонности хозяина. Данный интерьер был выбран для описания в лондонской книге «Красивые дома» (1882) Мэри Элизы Хавейс.
|                                                  |                                                             |                                 |                                          |                               |                                        |                                                        |                                                               |
| Дионис. Новый энциклопедический словарь. 1914 г. | Иллюстрация развития искусства. Музей Винкельмана, Штендаль | Триклиний виллы Теодора Рейнаха | Холл Нарцисса. Дом-музей Лейтона, Лондон | Музей Паи Йовановича, Белград | Сад дома-музея Хоакина Сорольи, Мадрид | «Сад». 1920. Хоакин Соролья. Дом-музей Хоакина Сорольи | Портрет Карла Варбурга, 1905. Рихард Берг. Гётеборгский музей |

Образ Нарцисса, юноши, влюбившегося в своё отражение и вследствие этого трагически погибшего, был привлекателен для гомосексуальных людей. Копия статуэтки занимала каминную полку в доме Оскара Уайльда, была она и у Теннесси Уильямса. Родоначальник гомосексуальной иконографии Вильгельм фон Глёден выполнил ряд эротических снимков на фоне скульптуры. В кабинете Модеста Чайковского в музее Чайковских в Клину сохранился интерьер, включающий в себя среди прочего реплику статуи. По мнению некоторых исследователей, это является отражением гомосексуальной субкультуры (оба брата принадлежали к данному сообществу). В коллекции ныне закрытого Квир-музея в Санкт-Петербурге статуэтка «Нарцисса», как и в усадьбе в Клину, составляет пару уменьшенной копии Антиноя Фарнезского эпохи гран-туров.
|                                                                              |                                  |                                                                      |                                                             |                                           |                                       |
| Фотография кабинета М. И. Чайковского, 2021. Музей П. И. Чайковского в Клину | Статуэтка Антиноя. 2021. Там же. | Гран-тур статуэтки Нарцисса и Антиноя. 2022. Квир-музей в Петербурге | «Два обнаженных юноши на скамейке». Ок. 1895, В. фон Глёден | «Храм кларизма» Элизара фон Купфера. 1930 | Фотопортрет Элизара фон Купфера. 1930 |

Статуэтка послужила источником вдохновения для двух экфрасисов. Русский поэт Вячеслав Иванов в 1904 году сочинил стихотворение «Нарцисс. Помпейская бронза». В нём он обыграл через коллизию с идентификацией статуэтки двойственность нарциссической и дионисийской природы, их противостояние и взаимопереход, а также обманчивость формы, скрывающей ускользающее содержание. Исследователи указывают на продолжения развития в стихотворении ивановской философии дионисийства, а также говорят о возможном влиянии и оппонировании «Трактату о Нарциссе» (1891) Андре Жида.
| Кто ты, прекрасный? В лесах, как Сатир одинокий, ты бродишь, Сам же не чадо дубрав: так благороден твой лик. Прелесть движений пристойных, убранной обуви пышность — Всё говорит мне: ты — сын вышних иль смертных царей. Чутко, свой шаг удержав, ты последовал тайному звуку Стройным склоненьем главы, мерным движеньем перста: Пана ли внял ты свирель, иль Эхо влюбленные стоны? Говор ли резвых наяд? шепот ли робких дриад? Праздную руку, едва оперев о бедро, прихотливо Легким наплечным руном ты перевил, как Лиэй: Дивный, не сам ли ты Вакх, лелеемый нимфами Низы, Ловчий, ленивец нагой, нежных любимец богинь? Или ты — гордый Нарцисс, упоенный мечтой одинокой, В томном блуждающий сне, тайной гармонии полн? К нимфе зовущей иди, ты, доселе себя не познавший, Но не гляди, наклонясь, в зеркало сонной волны! Ах, если ты не Нарцисс, то свой лик отраженный увидев, О незнакомец, — дрожу, — новый ты станешь Нарцисс. |

Американский поэт Теннесси Уильямс сочинил стихотворение с заголовком  на итальянском «Testa dell’Efebo» («Глава Эфеба»), которое он впервые включил в 1948 году в письмо своему другу Оливеру Эвансу. Оно написано под влиянием поездки в разрушенный послевоенный Неаполь, а также творчества Джона Китса, в частности «Оды к греческой вазе» и «Оды соловью». Это довольно сложно построенное произведение является размышлением о недолговечной и одновременно вечной, способной к возрождению красоте, существующей несмотря на законы природы и катастрофы. Искусствоведы видят в нём параллели между гибелью Помпеи из-за извержением Везувия и Второй мировой войной, закончившейся уничтоженной Хиросимой и разрушенным Неаполем. В поздние годы Теннесси Уильямс считал это произведение «своей единственной полностью реализованной работой», в чём исследователи видят автобиографическую проекцию теряющего славу литератора. Друг поэта композитор Пол Боулз переложил стихотворение на музыку в своём песенном цикле «Gothic Suite».
| Оригинал | Дословный перевод |
| Of Flora did his lustre spring And gushing waters bathed him so that trembling shells were struck and held until his turning let them go. Then gold he was when summer was. Unchangeable this turning seemed And the repose of sculpture told how thinly gold his shoulder gleamed. A cloud of birds awoke him when Virgo murmured half awake. Then higher lifted birds and clouds to break in fire as glasses break. A lunatic with tranquil eyes He must have been when he had dimmed and that town burned wherein was turned this slender copper cast of him. | От Флоры исходил его сияющий источник, и хлынувшие воды омывали его так, что дрожащие раковины ударялись и удерживались до тех пор, пока он, повернувшись, не откинул их. Тогда он был золотым, когда было лето; неизменным казался его поворот, и покой скульптуры показывал, как тонко блестели золотом его плечи. В нём проснулась туча птиц, когда полусонная Дева пробормотала. Затем выше поднялись птицы и облака, чтобы испепелиться огнём как разбиваются стёлка. Сумасшедшим со спокойными глазами он, должно быть, был, когда потускнел и сгорел тот город, в котором была выточена эта тонкая медная отливка. |

В 2016 году итальянская арт-группа «The Bounty Killart» в рамках проекта «Взгляд из будущего: раскопки луккского храма XXI века» обыграла статуэтку в своём произведении «Love Me Tinder»: в правую руку Нарцисса поместили смартфон и повернули к нему голову, так что выглядит как будто он «свайпает», а снизу ногу юношу схватил скелет Смерти, вылезающий из земли. Работа призвана критически осмыслить социальные и коммуникативные изменения постиндустриального общества.